# Merenras pyramid
Merenras pyramid är en pyramid i Egypten. Den ligger i guvernementet Giza, i den norra delen av landet, 24 km söder om huvudstaden Kairo. Merenras pyramid ligger 47 meter över havet.
Terrängen runt Merenras pyramid är platt, och sluttar brant österut. Runt Merenras pyramid är det mycket tätbefolkat, med 9 644 invånare per kvadratkilometer. Närmaste större samhälle är Giza, 17,5 km norr om Merenras pyramid. Trakten runt Merenras pyramid består till största delen av jordbruksmark.